# Doron de Bozel
Der Doron de Bozel ist ein Fluss in Frankreich, der im Département Savoie in der Region Auvergne-Rhône-Alpes verläuft. Er entspringt im Vanoise-Massiv, im Gemeindegebiet von Pralognan-la-Vanoise. Seine Quelle liegt an der Nordwestflanke des Gipfels Pointe de l’Échelle (3345 m), unterhalb des Gletschers Glacier de la Masse, im Nationalpark Vanoise. Er entwässert zunächst in nördlicher Richtung durch die historische Provinz Tarentaise und wechselt dabei mehrfach seinen Namen (Doron de Valpremont, Doron de Chavière, Doron de Pralognan). Beim Zusammenfluss mit seinem rechten Nebenfluss Doron de Champagny wechselt er die Richtung auf West, durchquert den schlussendlich namensgebenden Ort Bozel und mündet nach insgesamt rund 39 Kilometern knapp nordwestlich von Moûtiers, an der Gemeindegrenze zu Salins-les-Thermes, als linker Nebenfluss in die Isère.

## Orte am Fluss
- Pralognan-la-Vanoise
- Planay
- Bozel
- Brides-les-Bains
- Salins-les-Thermes
- Moûtiers